# Traslatore
Il traslatore, in tecnica stradale, è un veicolo per il collegamento locale a basse velocità, costituito da un solo veicolo per percorsi "va e vieni". Questo tipo di mezzo può essere utile per integrazione alle ferrovie metropolitane